# Oecetis marojejyensis
Oecetis marojejyensis är en nattsländeart som beskrevs av Randriamasimanana och Francois-Marie Gibon 1999. Oecetis marojejyensis ingår i släktet Oecetis och familjen långhornssländor. Inga underarter finns listade i Catalogue of Life.